# Ed Ratleff
William Edward Ratleff, detto Ed (Bellefontaine, 29 marzo 1950), è un ex cestista statunitense, professionista nella NBA.

## Carriera
Frequenta la Columbus East High School di Columbus, nell'Ohio, portando la squadra dei Columbus Tigers alla vittoria del campionato statale AAA nella stagione 1967-1968 con un record di 25–0. Nella stagione 1968-1969 i Tigers si riconfermano campioni statali non perdendo una gara. Complessivamente in tre stagioni ha portato i Tigers a disputare tre stagioni del campionato statale, due campionati statali vinti e un record di 70 gare vinte e 1 persa.
Passato al college presso la California State University, a Long Beach milita nei Long Beach 49ers con l'allenatore Jerry Tarkanian. Detiene ancora il record di carriera nei college per la miglior media punteggio (21,4). È stato due volte vincitore della NCAA AP All-American nelle stagioni 1971-1972 e 1972-1973.
Mentre giocava a Long Beach venne selezionato per la squadra nazionale di basket degli Stati Uniti alle Olimpiadi di Monaco di Baviera del 1972, dove gli Stati Uniti giunsero piuttosto agevolmente in finale – e Ratleff segnò in media 6,4 punti a partita – ma persero una controversa finale per la medaglia d'oro contro l'Unione Sovietica. Ratleff e i suoi compagni di squadra decisero all'unanimità di non ritirare le medaglie d'argento non presentandosi alla cerimonia di premiazione.
Passato al professionismo, fu la sesta scelta nel draft NBA del 1973 dagli Houston Rockets. Ha giocato cinque stagioni per i Rockets, segnando complessivamente 2.813 punti, con 1.363 rimbalzi e 896 assist vincenti; con una media a partita di 8,3 punti e 4,0 rimbalzi nella sua carriera NBA. Si ritirò dal basket professionistico nel 1978.
Nel 1991 il suo numero di maglia n. 42 venne ritirato dallo Stato di Long Beach. Nel 2009, è stato inserito nella Ohio Basketball Hall of Fame. Nel 2015 entrò nella College Basketball Hall of Fame e nel 2017 è stato inserito nella Ohio High School Athletic Association Ring of Champions.
Negli anni Novanta suscitò scalpore la sua decisione di divorziare dalla moglie poiché lei si dimostrò molto determinata ad accettare la medaglia d'argento olimpica del 1972 soltanto per avere la possibilità di mostrarla ai propri figli. In occasione della sentenza di divorzio, Ratleff dichiarò che la moglie stava dando soltanto un suo parere personale, non rispettando i suoi desideri, e confermò la sua decisione di non accettare e ritirare la medaglia – a tutt'oggi conservata insieme alle altre, non ritirate, nel caveau di una banca a Losanna, in Svizzera – ribadita in un'intervista del 2012 con Todd Jones del giornale The Columbus Dispatch e nel documentario del 2013 della ESPN Silver Reunion.
Nel film drammatico sportivo del 2017 Tre secondi per la vittoria che esaminava dal punto di vista russo gli eventi controversi accaduti durante quella storica finale, Ratleff venne impersonato da Francis Burris.

## Palmarès
- 2 volte NCAA AP All-America First Team (1972, 1973)